# وسام الصليب الأحمر الألماني
الصليب الأحمر الألماني ( (بالألمانية: Ehrenzeichen des Deutschen Roten Kreuzes)‏ هي زخرفة تأسست في عام 1922، وتم استبدالها بزخرفة الرفاهية الاجتماعية في عام 1939 وأعيد تأسيسها بشكلها الحالي في 8 مايو 1953. يمنحها الصليب الأحمر الألماني.

## روابط خارجية
1. ↑  وصلة مرجع: https://en.wikipedia.org/wiki/German_Red_Cross_Decoration.